# Lasioglossum milneri
Lasioglossum milneri là một loài Hymenoptera trong họ Halictidae. Loài này được Cockerell mô tả khoa học năm 1941.